# Giacinto Gimignani

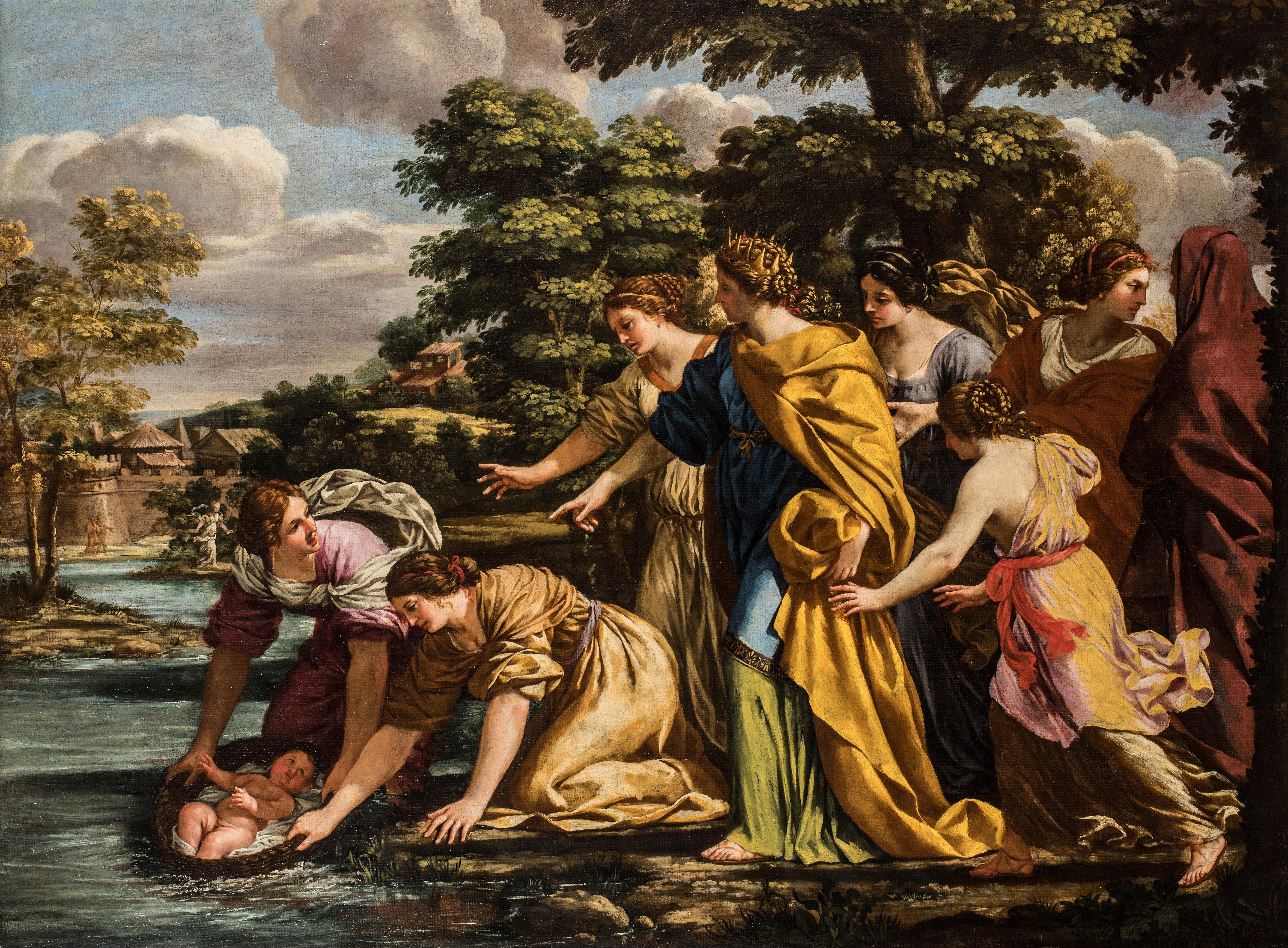
Die Auffindung des Mose (1632–1634)

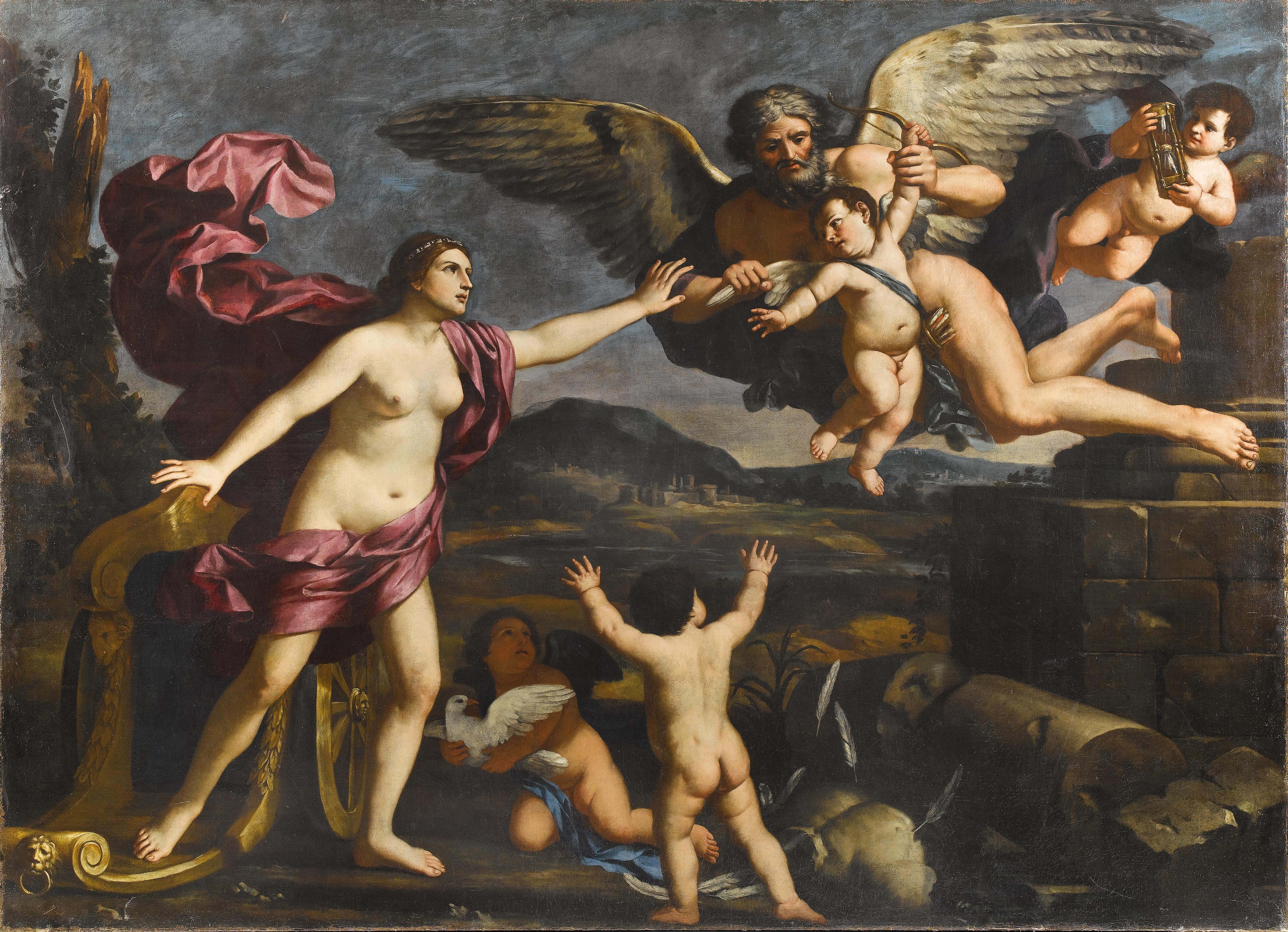
Venus, Cupido und Chronos (1631)

Giacinto Gimignani (getauft am 23. Januar 1606 in Pistoia; † 9. Dezember 1681 in Rom) war ein italienischer Maler und Grafiker.

## Leben
Giacinto Gimignani wurde Anfang 1606 als Sohn des Malers Alessio Gimignani und der Dianora Tognelli geboren. Von Kindheit an wurde Gimignani in der Werkstatt des Vaters ausgebildet. Vermutlich war er so schon früh an dessen Aufträgen in den Kirchen seiner Heimatstadt Pistoia beteiligt. Ab spätestens 1630 war Gimignani in Rom tätig. 1632 arbeitete er im Palazzo Barberini. Für Kardinal Francesco Barberini malte er 1632 außerdem das „Weide meine Lämmer“ für die Kirche San Pietro in Castel San Pietro Romano.
Aufgrund der starken Nähe zum Stil Pietro da Cortonas wird angenommen, dass Gimignani in den ersten Jahren in Rom in Cortonas Werkstatt arbeitete. Später wandte sich Gimignani eher dem klassizistischen Barock Nicolas Poussins zu. Spätestens 1634 war er Mitglied der Accademia di San Luca. Ab 1637 hatte der Maler engen Kontakt mit nordalpinen Künstlern.
Am 18. November 1640 heiratete Gimignani, inzwischen mit zahlreichen Aufträgen von hochgestellten Mitgliedern der Kurie Urbans VIII. bedacht, in der römischen Kirche San Lorenzo in Lucina Cecilia Turchi († 1667), die Tochter des Malers Alessandro Turchi. 1640 bezog er mit ihr ein eigenes Haus in der Via Felice in Rom, das er, abgesehen von seinem Aufenthalt in Florenz, bis zu seinem Tod bewohnte. Das Paar bekam acht Kinder, darunter auch der Maler Ludovico Gimignani. Die Töchter und der Sohn Alessio traten später dem Benediktinerorden bei.
Die 1640er Jahre waren geprägt von einer intensiven künstlerischen Tätigkeit, die mit einer stilistischen Annäherung an Andrea Sacchi und den Schwiegervater einherging. Im Baptisterium des Laterans war Gimignani unter der künstlerischen Leitung von Sacchi tätig und malte hier neben Andrea Camassei, Carlo Maratti und Carlo Magnone eines der fünf Wandfresken („Die Vision Konstantins“). Ab 1647 war Gimignani auch als Kupferstecher tätig und schuf unter anderem Illustrationen für den zweiten Band von Famiano Stradas De Bello Belgico.
1652 zog die Familie nach Florenz und Gimignani begann für den Hof der Medici zu arbeiten. Im Auftrag des Großherzogs Ferdinand II. entstand 1654 der Karton für das Fresko Die Krönung Giovanna d'Austrias bei ihrer Ankunft in Florenz an der Porta al Prato. Zwischen 1652 und 1654 entstand eine Serie von 25 Gemälden für die Rospigliosi in Pistoia mit religiösen und mythologischen Themen sowie eine Serie von 12 Gemälden mit allegorischen und mythologischen Themen für den Principe Mattias de’Medici. Schnell fand Gimignani auch hier Bewunderer und konnte zahlreiche Auftragsarbeiten fertigen. 1661 kehrte er nach Rom zurück und begann eine Zusammenarbeit mit seinem Sohn Ludovico. Seine Farbpalette hellte sich in dieser Zeit zunehmend auf. Zum bevorzugten Thema wurden allegorische und mythologische Inhalte, die er oftmals zahlreich variierte. Das Spätwerk ist geprägt von einer strengen, klassischen Einfachheit bolognesischer Prägung.